# Glanzfilm
Die Glanzfilm AG war ein deutsches Unternehmen zur Herstellung von fotochemischem Filmmaterial, das von 1922 bis 1927 bestand und seinen Sitz in Berlin hatte. Verwaltung und Produktion befanden sich im Bezirk Köpenick auf dem 37.600 m² großen Areal der Halbinsel Krusenick.

## Geschichte

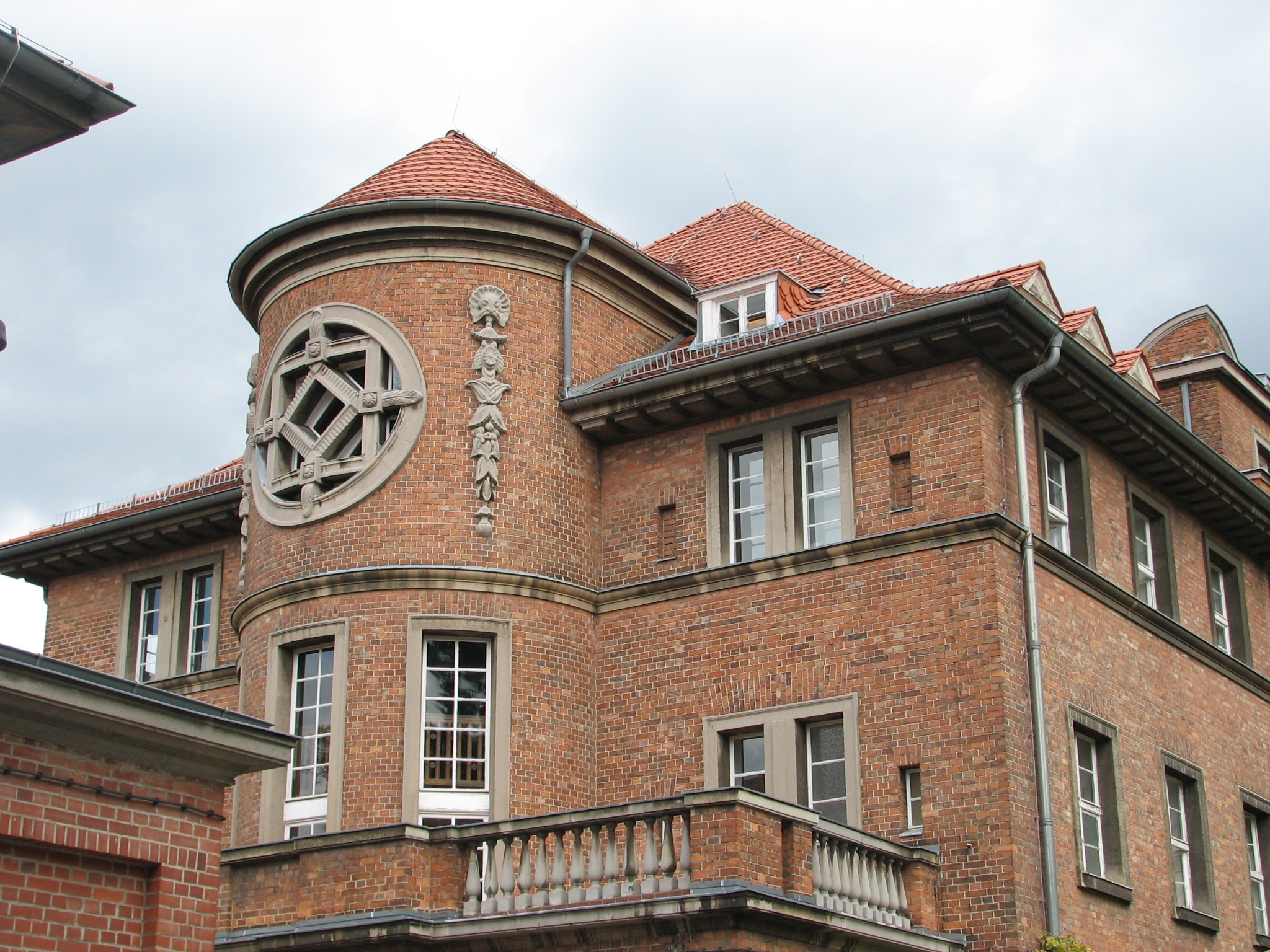
Gebäude 22 (Verwaltungsgebäude) der Filmfabrik, Detail

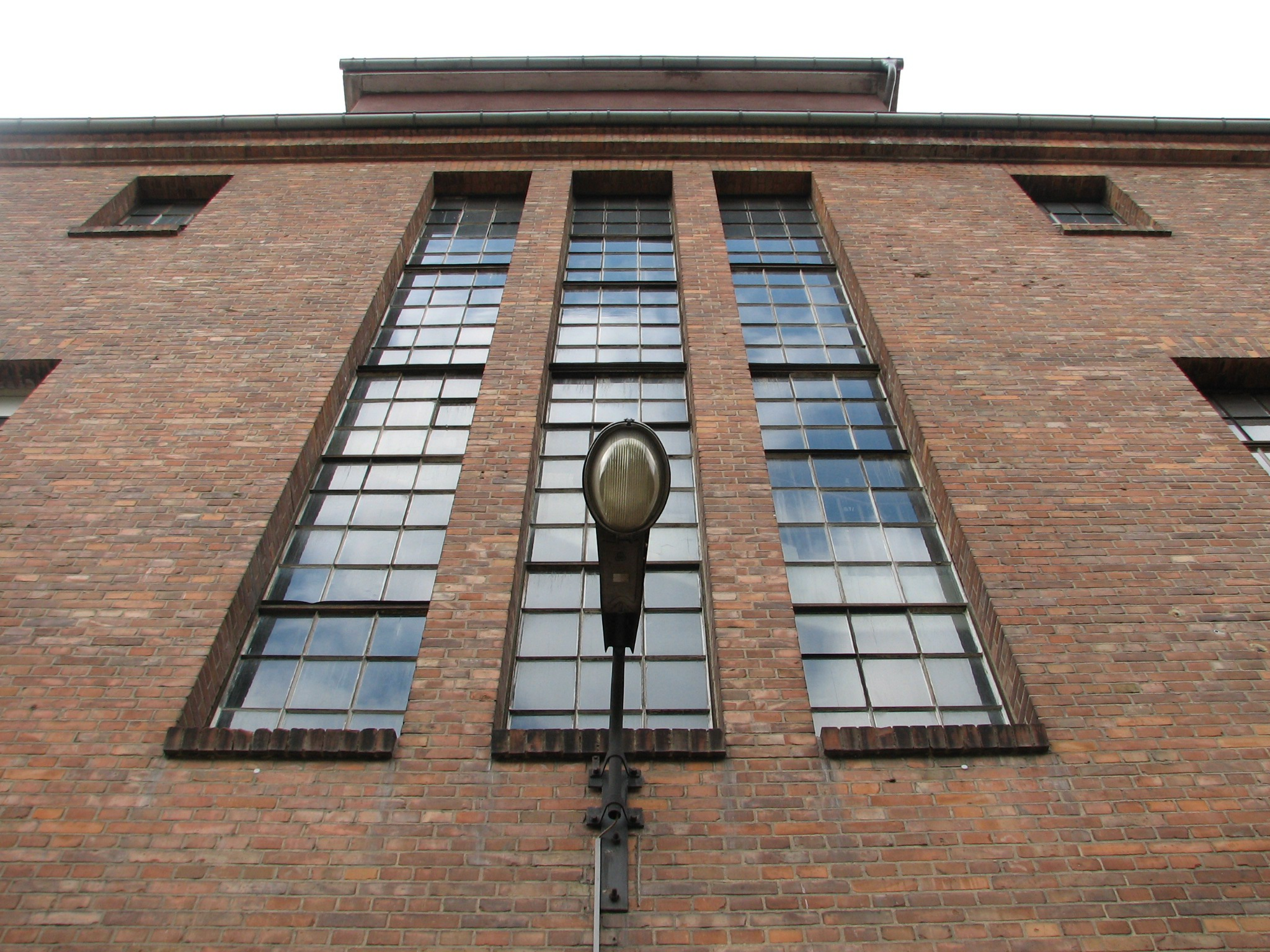
Gebäude 15 (Rohfilmverarbeitung) der Filmfabrik, Detail

Das Unternehmen wurde im Frühjahr 1922 als Tochtergesellschaft der Vereinigte Glanzstoff-Fabriken AG (Elberfeld) gegründet, der Eintrag in das Handelsregister erfolgte am 17. März 1922. Als Unternehmenszweck wurde angegeben: Erwerb, Errichtung und Betrieb sowie Beteiligung an Unternehmungen jeder Art im Gebiet der Photographie, Kinematographie oder ähnlicher Industrien, Erwerb von Grundstücken zu den Zwecken der Gesellschaft. Das Aktienkapital betrug ursprünglich – bedingt durch die Hochinflation – 20 Millionen Mark und wurde im Mai 1923 sogar noch auf 200 Millionen Mark erhöht. Nach der Währungsstabilisierung erfolgte im Oktober 1924 die Umstellung des Aktienkapitals auf 2 Millionen Goldmark bzw. Reichsmark. Alleinvorstand des Unternehmens war der Chemiker Karl Lüdecke; im Aufsichtsrat saßen um 1925 mit Fritz Blüthgen, Walter Ohligschlaeger, Carl W. Scherer, Alfred Wolff und Eduard Boos die wichtigsten Manager des Mutterkonzerns, außerdem der Ingenieur Jacques Marette und der Chemiker Clément Lair vom französischen Film- und Kinounternehmen Pathé in Vincennes.
Die Glanzfilm AG arbeitete jahrelang mit Verlust, daher wurde die Aktienmehrheit im September 1927 an die US-amerikanische Eastman Kodak Company (bzw. an deren britische Tochtergesellschaft Kodak Ltd.) verkauft. Die Glanzfilm-Fabrik wurde zum Werk Köpenick der im Juni 1927 gegründeten deutschen Tochtergesellschaft Kodak AG (Berlin). Zu den Produkten gehörten Filme für Schwarzweißfotografie, Röntgenfilme sowie chemische Produkte zur Verarbeitung im fotografischen Prozess.
Nach dem Zweiten Weltkrieg beschlagnahmte die sowjetische Besatzungsmacht das Köpenicker Werk. Noch einige Jahre wurde es unter dem Namen Kodak Filmfabrik Köpenick weitergeführt, 1956 erhielt es die Bezeichnung VEB Fotochemische Werke Köpenick (FCW). Es produzierte weiterhin Röntgenfilme, Schwarzweiß-Filme und Fotopapier sowie Chemikalien.
Nach der deutschen Wiedervereinigung wurde die Filmfabrik 1992 an Kodak rückübertragen. Die Digitaltechnik entwickelte sich jedoch so rasch, dass das Werk mit Ausnahme der Röntgenfilmproduktion (X-ray-Retina) stillgelegt werden musste. 2010 stellte Kodak den Betrieb schließlich komplett ein.
Auf dem Gelände entstand um 2020 eine Wohnanlage unter teilweiser Nutzung der Fabrikgebäude aus den 1920er Jahren, die unter Denkmalschutz stehen, vergleiche auch Liste der Kulturdenkmale in Berlin-Köpenick.